# Femme de Venise V
 (avril 2022).
Femme de Venise V est une sculpture réalisée par Alberto Giacometti en 1956-1957. En bronze, elle représente une femme filiforme, debout. Elle est conservée au musée national d'Art moderne, à Paris.